# The Phil Collins Big Band Tour
Die Phil Collins Big Band Tour war eine Tournee der Phil Collins Big Band. Nachdem er mit seiner Big Band bereits im Jahr 1996 vereinzelt Auftritte (u. a. unter Mitwirkung von Quincy Jones und Tony Bennett) absolviert hatte, ging Phil Collins 1998 mit ihr auf eine größere Tournee. Dabei saß er anders als bei seinen bisherigen Solotourneen fast ausschließlich am Schlagzeug. Die Tour fand zwischen Juni und Juli 1998 mit Konzerten in Nordamerika und Europa statt.

## Hintergrund
Inspiriert durch sein Idol Buddy Rich rief Phil Collins im Jahre 1996 eine Big Band ins Leben, mit der er ausschließlich Konzerte als Drummer geben wollte. Nach wenigen Konzerten im Jahr 1996 und dem Abschluss seiner Trip into the Light World Tour (1997) plante Collins für 1998 eine Tour mit seiner Big Band, die sich aus Musikern zusammensetzte, die zuvor schon lange Jahre mit ihm zusammengearbeitet hatten (darunter Daryl Stuermer, Harry Kim und Brad Cole.) Bei den Konzerten spielten Collins und seine Musiker hauptsächlich bekannte Lieder aus Collins’ eigenen Repertoire sowie von Genesis in instrumentalen Jazz-Arrangements. Collins sang lediglich zwei Songs während der Zugaben. Im Hauptteil sang die US-amerikanische Jazz-Sängerin Oleta Adams einige Coverversionen wie z. B. New York State of Mind von Billy Joel. Collins hatte Adams 1989 kennengelernt, als sie gemeinsam mit Tears for Fears an deren Hit Woman in Chains arbeiteten.
Der Auftritt in Paris am 21. Juli 1998 wurde für das Livealbum A Hot Night in Paris (1999) mitgeschnitten.
Nach 1998 fanden keine Konzerte der Phil Collins Big Band mehr statt.

## Setlist

### Beispiel-Setlist
- Two Hearts
- That’s All
- Invisible Touch
- Rad Dudeski
- Against All Odds (Take a Look at Me Now)
- I Don’t Care Anymore
- Hold on My Heart
- In the Air Tonight
- Chips and Salsa
- Georgia on My Mind
- From This Moment On
- Two Lovers as Friends
- I’ve Got a Right to Sing the Blues
- I Won’t Be Happy (’Til I Make You Happy, Too)
- New York State of Mind
- Watch What Happens
- Milestones
- The Los Endos Suite
- The Way You Look Tonight
- Do Nothin’ ’Til You Hear From Me
- Sussudio

## Tourdaten
| Nr.                 | Datum               | Stadt               | Land                | Veranstaltungsort               | Anmerkungen                    |
| Leg 1 – Nordamerika | Leg 1 – Nordamerika | Leg 1 – Nordamerika | Leg 1 – Nordamerika | Leg 1 – Nordamerika             | Leg 1 – Nordamerika            |
| ------------------- | ------------------- | ------------------- | ------------------- | ------------------------------- | ------------------------------ |
| 1                   | 12. Juni 1998       | Saratoga            | Vereinigte Staaten  | The Mountain Winery             |                                |
| 2                   | 13. Juni 1998       | Saratoga            | Vereinigte Staaten  | The Mountain Winery             |                                |
| 3                   | 14. Juni 1998       | Santa Barbara       | Vereinigte Staaten  | County Bowl                     |                                |
| 4                   | 15. Juni 1998       | Los Angeles         | Vereinigte Staaten  | Greek Theatre                   |                                |
| 5                   | 18. Juni 1998       | The Woodlands       | Vereinigte Staaten  | Cynthia Woods Mitchell Pavilion |                                |
| 6                   | 19. Juni 1998       | Birmingham          | Vereinigte Staaten  | Linn Park                       | City Stages ’98                |
| 7                   | 20. Juni 1998       | Atlanta             | Vereinigte Staaten  | Chastain Park Amphitheater      |                                |
| 8                   | 21. Juni 1998       | Pittsburgh          | Vereinigte Staaten  | I.C. Light Amphitheatre         |                                |
| 9                   | 22. Juni 1998       | Cleveland           | Vereinigte Staaten  | Nautica Stage                   |                                |
| 10                  | 23. Juni 1998       | Rochester Hills     | Vereinigte Staaten  | Meadow Brook Amphitheatre       |                                |
| 11                  | 25. Juni 1998       | Chicago             | Vereinigte Staaten  | Petrillo Music Shell            | Taste of Chicago ’98           |
| 12                  | 26. Juni 1998       | Milwaukee           | Vereinigte Staaten  | Marcus Amphitheater             | Milwaukee Summerfest ’98       |
| 13                  | 28. Juni 1998       | Boston              | Vereinigte Staaten  | Harbor Lights Pavilion          | Boston Globe Jazz Festival ’98 |
| 14                  | 29. Juni 1998       | New York City       | Vereinigte Staaten  | Carnegie Hall                   |                                |
| Leg 2 – Europa      |                     |                     |                     |                                 |                                |
| 15                  | 7. Juli 1998        | Kopenhagen          | Danemark            | Tivoli                          | Tivoli Jazzfestival ’98        |
| 16                  | 8. Juli 1998        | Berlin              | Deutschland         | Waldbühne                       |                                |
| 17                  | 9. Juli 1998        | Köln                | Deutschland         | Roncalliplatz                   |                                |
| 18                  | 10. Juli 1998       | Den Haag            | Niederlande         | Statenhal                       | North Sea Jazz Festival ’98    |
| 19                  | 11. Juli 1998       | Remich              | Luxemburg           | Eissporthalle Patinoire         |                                |
| 20                  | 13. Juli 1998       | Nizza               | Frankreich          | Arènes et Jardins de Cimiez     | Nice Jazz Festival ’98         |
| 21                  | 14. Juli 1998       | Montreux            | Schweiz             | Auditorium Stravinski           | Montreux Jazz Festival ’98     |
| 22                  | 17. Juli 1998       | Pori                | Finnland            | Kirjurinluoto                   | Pori Jazz ’98                  |
| 23                  | 19. Juli 1998       | Cernobbio           | Italien             | Villa Erba                      |                                |
| 24                  | 20. Juli 1998       | Lyon                | Frankreich          | Théâtre Antique de Fourvière    | Les Nuits de Fourvière ’98     |
| 25                  | 21. Juli 1998       | Paris               | Frankreich          | Le Grand Rex                    |                                |
| 26                  | 23. Juli 1998       | London              | England             | Royal Festival Hall             |                                |
| 27                  | 24. Juli 1998       | Birmingham          | England             | Symphony Hall                   |                                |

## Band
- Phil Collins: Schlagzeug, Gesang bei The Way You Look Tonight und Do Nothin’ ’Til You Hear From Me
- Brad Cole: Klavier
- Daryl Stuermer: Gitarre
- Doug Richeson: Bass
- Luis Conte: Percussion
- Ronnie Caryl: Rhythmusgitarre, Hintergrundgesang
- Luis Conte: Percussion
- Harry Kim: Trompete, Flügelhorn, musikalische Leitung
- Daniel Fornero: Trompete, Flügelhorn
- Alan Hood: Trompete, Flügelhorn
- Ron Modell: Trompete, Flügelhorn
- Tito Carillo: Trompete
- Arturo Velasco: Posaune
- Scott Bliege: Posaune
- Mark Bettcher: Posaune
- Antonio Garcia: Posaune
- Matt James: Altsaxophon
- Gerald Albright: Altsaxophon
- Larry Panella: Tenorsaxophon
- Chris Collins: Tenorsaxophon
- Ian Nevins: Tenorsaxophon
- Kevin Sheehan: Baritonsaxophon